# Myrteta argentaria
Myrteta argentaria är en fjärilsart som beskrevs av John Henry Leech 1897. Myrteta argentaria ingår i släktet Myrteta och familjen mätare. Inga underarter finns listade i Catalogue of Life.